# 豐山亮太
豐山亮太，(1993年9月22日-），原名小柳亮太，日本新潟縣新潟市北区出身的原大相撲力士，身高185cm、體重171kg、血型O型。所屬的相撲部屋為時津風部屋。最高位置是西前頭筆頭（2020年7月場所）。他因業餘成績優秀因此在三段目開始專業相撲生涯。

## 早期生活
小柳在小學一年級時開始相撲，但他在初中時放棄了相撲，轉而學習棒球，一直持續到高中。他在高中時開始覺得他在棒球已達到了極限，因為他的體型回到參加相撲比賽。在高中生涯相當成功後，他選擇在東京農業大學繼續學習相撲，他在該校環境科學系擔任林業專業。在大阪每年春季時，東京農業大學的相撲俱樂部的成員也與時津風部屋的成員進行聯合訓練。他被介紹給時津風部屋，他被告訴應該加入接受專業相撲訓練。

## 早期生涯
在獲得全日本相撲錦標賽中的前八名後，他被授予三段目付出的資格。允許他跳過較低的級別並從三段目100枚目開始。他以7-0的冠軍贏得了他的首場所優勝。後昇至幕下級別，在兩次獲勝的場所之後，他在2016年11月被升為十兩，並首次成為關取。

## 幕內
在十兩級別三次成功的比賽之後，他於2017年5月晉升為前頭，為了慶祝這一場合，他將自己的四股名從他自己的小柳的姓改為了豐山。這是一個在時津風享有盛譽的名字，但他只能在排名中獲得四場胜利，之後降回十兩，後再次昇至前頭，再降回十兩，在五月場所只得到2:13的負越成績。
11月28日，日本相撲協會宣布豐山退役。
2023年6月底，在秋葉原的私人健身房開業。